# Славно војевање
„Славно војевање“ је дечји роман српског писца Бранка Ћопића, објављен 1961. године. Овај роман представља наставак романа „Орлови рано лете", а на „Славно војевање“ се наставља роман „Битка у златној долини", тако да ова три романа представљају „Пионирску трилогију".

## Радња
Радња овог романа се наставља на причу из првог дела Трилогије. Радња је смештена на почетак Другог светског рата у Краљевини Југославији. Након што је њихово село нападнуто од немачке и усташке војске, група дечака, заједно са њиховом другарицом Луњом и сеоским пољарем Лијаном, одлучују да се прикључе у партизански Омладински батаљон и да заједно са њима ратују у свом родном крају .
У књизи се описују догађаји и битке у којима су они учествовали, као и њихово одрастање. Књига је проткана хумором и шалом која се углавном испољава кроз пољара Лијана.

## Ликови
У овом роману се појављују готово сви ликови из прошлог дела, али ту су и нови ликови као: Црни Гаврило, Рашид Без Кошуље, Војкан, добри коњ Кушља, и други.